# Datenleitung
Als Datenleitung wird in der Informations- und Kommunikationstechnik ein physikalisches Übertragungsmedium, wie ein Kabel (Datenkabel), Draht oder Lichtwellenleiter, einer Verbindung zwischen einem Sender und Empfänger bzw. die Verbindung als solche bezeichnet. Über diese Verbindung werden ausschließlich Informationen (Daten) übertragen, die weiterverarbeitet werden. Über eine Datenleitung ist meistens eine bidirektionale Kommunikation möglich, das heißt, der Sender wird zum Empfänger und umgekehrt. Bei Mikrocontrollern kommen sehr oft auch nur unidirektionale Datenleitungen vor. Als Beispiel sei hier z. B. das Serial Peripheral Interface (SPI) genannt, das für die Sende- und Empfangsrichtung je eine unidirektionale Datenleitung besitzt.
Die Bezeichnung Datenleitung findet auch bei integrierten Schaltungen (ICs) Verwendung.